# Digitivalva
Digitivalva is een geslacht van vlinders van de familie koolmotten (Plutellidae), uit de onderfamilie Acrolepiinae.

## Soorten
- D. arnicella

Valkruidmineermot (Heyden, 1863)
- D. christophi (Toll, 1958)
- D. delaireae Gaedike & Krüger, 2002
- D. eglanteriella (Mann, 1855)
- D. granitella (Treitschke, 1833)
- D. heringi (Klimesch, 1956)
- D. macedonica (Klimesch, 1956)
- D. minima Gibeaux, 1987
- D. occidentella (Klimesch, 1956)
- D. orientella (Klimesch, 1956)
- D. pappella (Walsingham, 1908)
- D. perlepidella

Donderkruidmineermot (Stainton, 1849)
- D. peyrierasi Gibeaux, 1987
- D. pulicariae

Heelblaadjesmineermot (Klimesch, 1956)
- D. reticulella (Hübner, 1796)
- D. solidaginis (Staudinger, 1859)
- D. valeriella (Snellen, 1878)
- D. viettei Gibeaux, 1987
- D. wolfschlaegeri (Klimesch, 1956)